# Microcebus margotmarshae
Microcebus margotmarshae is een zoogdier uit de familie van de dwergmaki's (Cheirogaleidae). De wetenschappelijke naam van de soort werd voor het eerst geldig gepubliceerd door Louis et al. in 2008.

## Taxonomie en naamgeving
Het eerste exemplaar was verzameld op 21 mei 2006. Genetici concludeerden dat het dier een nieuwe soort is, nauw verwant aan M. mamiratra. De wetenschappelijke naam werd geldig gepubliceerd in 2008.
De soortnaam margotmarshae werd gekozen ter ere van Margot Marsh, die zich in diverse landen bezighield met de bescherming van primaten. Na haar dood in 1995 werd de Margot Marsh Biodiversity Foundation opgericht om haar werk voort te zetten.

## Kenmerken
Met een gemiddeld gewicht van 41 gram, een gemiddelde kop-romplengte van 8,4 centimeter en een staartlengte van ongeveer 14 centimeter is Microcebus margotmarshae een relatief kleine muismaki.
De rug en staart is rood-oranje met grijze ondertonen. De onderzijde is wit tot crèmekleurig. Ook de kop is rood-oranje, de snuit en het gebied rond de ogen zijn lichtbruin. Op de neusbrug is een kleine witte vlek tussen de ogen. De oren zijn relatief klein in vergelijking tot andere muismaki's.

## Gedrag
Net als alle dwergmaki's is Microcebus margotmarshae een nachtdier die waarschijnlijk vrijwel zijn hele leven in bomen doorbrengt. Naar zijn verdere gedrag is nog slechts weinig bekend, ze zijn namelijk nog niet in het wild bestudeerd.

## Verspreiding en leefgebied
Exemplaren van Microcebus margotmarshae zijn gevonden in het Antafondro-bos in het noordwesten van Madagaskar. Zijn leefgebied beslaat minder dan 1100 vierkante kilometer en grenst in het noorden aan het leefgebied van M. sambiranensis. De Antafondro-bos is sterk gefragmenteerd en neemt nog steeds in omvang af, wat een bedreiging is voor het voortbestaan van M. margotmarshae. De soort is daarom opgenomen als 'bedreigd' op de Rode Lijst van de IUCN.